# Tuchtfeld
Tuchtfeld ist ein Ortsteil der Gemeinde Halle im niedersächsischen Landkreis Holzminden.
Der Ort befindet sich in der Ithbörde im Weserbergland rund 1 km südöstlich von Halle. Die B 240 verläuft am östlichen Ortsrand.

## Geschichte
Am 1. Januar 1973 wurde Tuchtfeld in die Gemeinde Halle eingegliedert.

## Sehenswürdigkeiten
- Johanniskirche
- Denkmalgeschütztes Bauerngehöft

## Standard

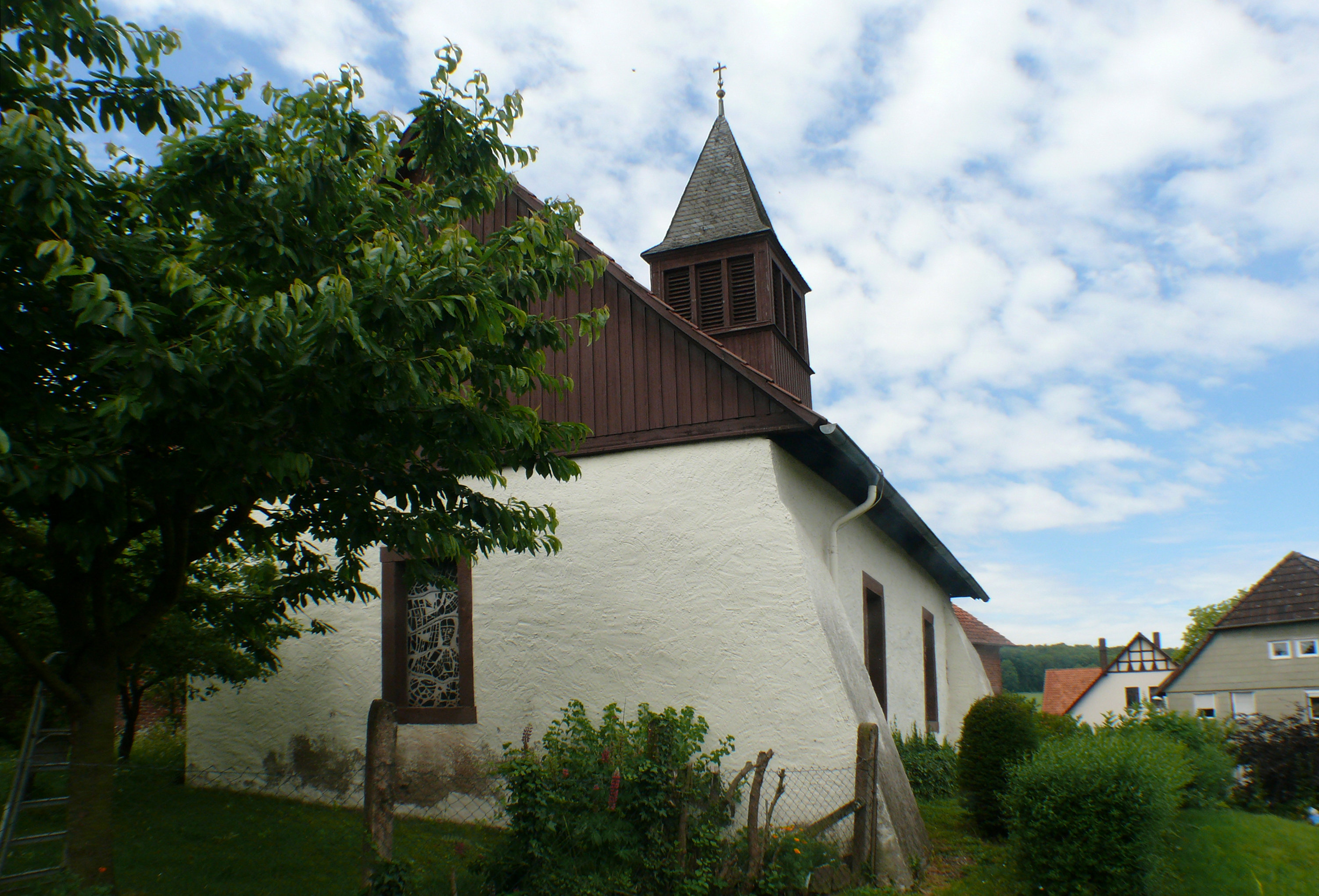
Kirche in Tuchtfeld
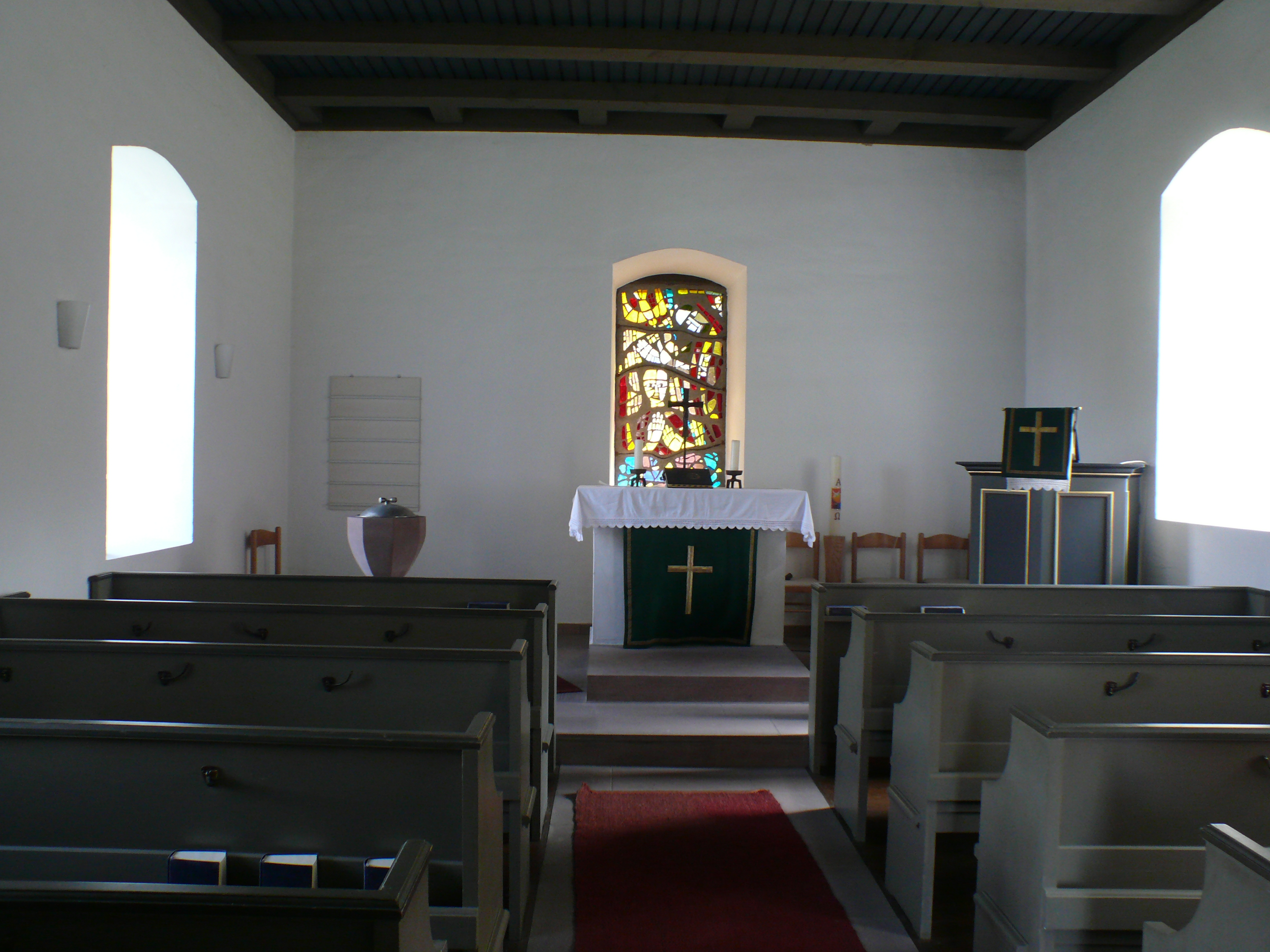
Johanniskapelle
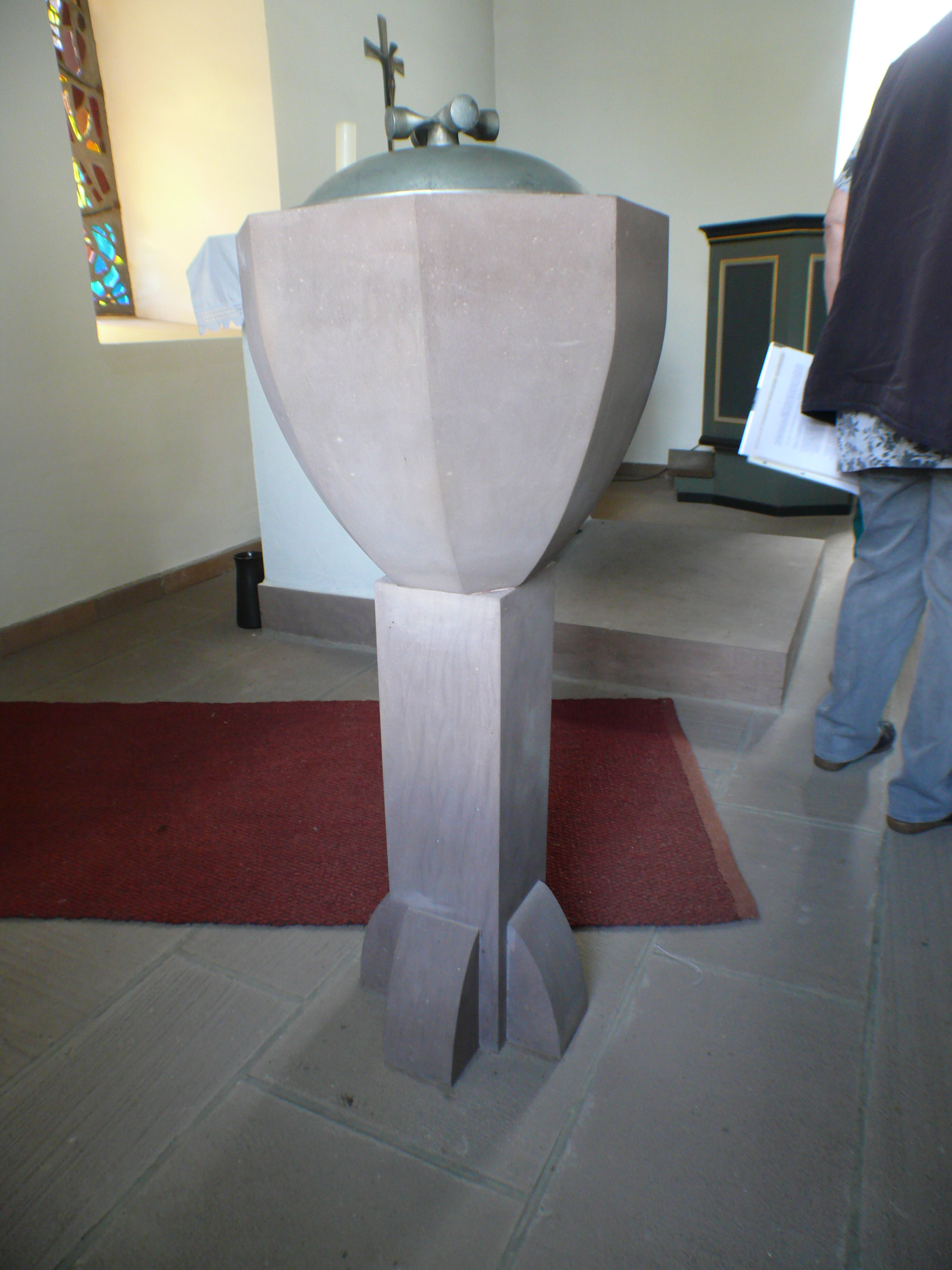
Taufstein
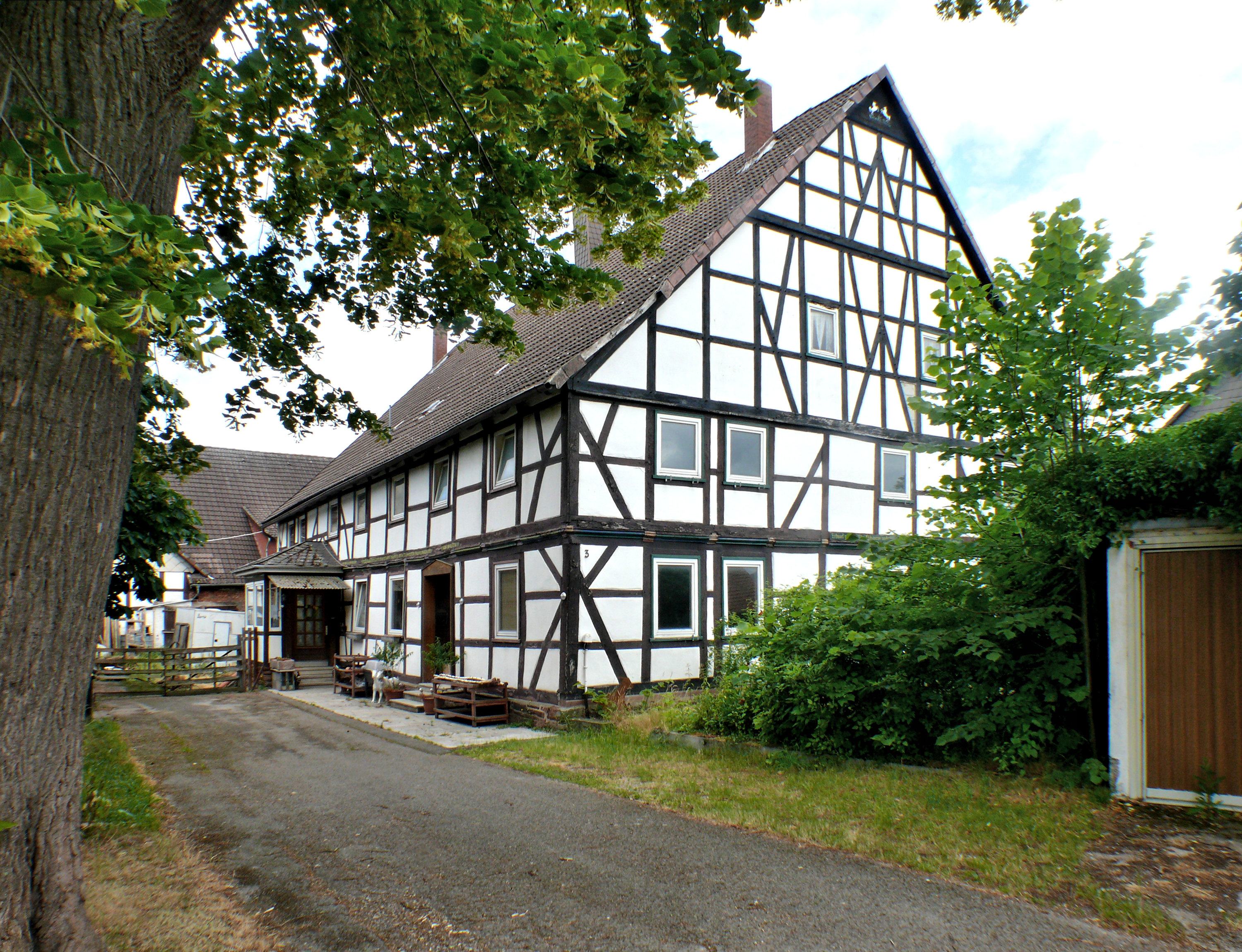
Brandstraße 3